# Bundesministerium für Angelegenheiten des Bundesrates

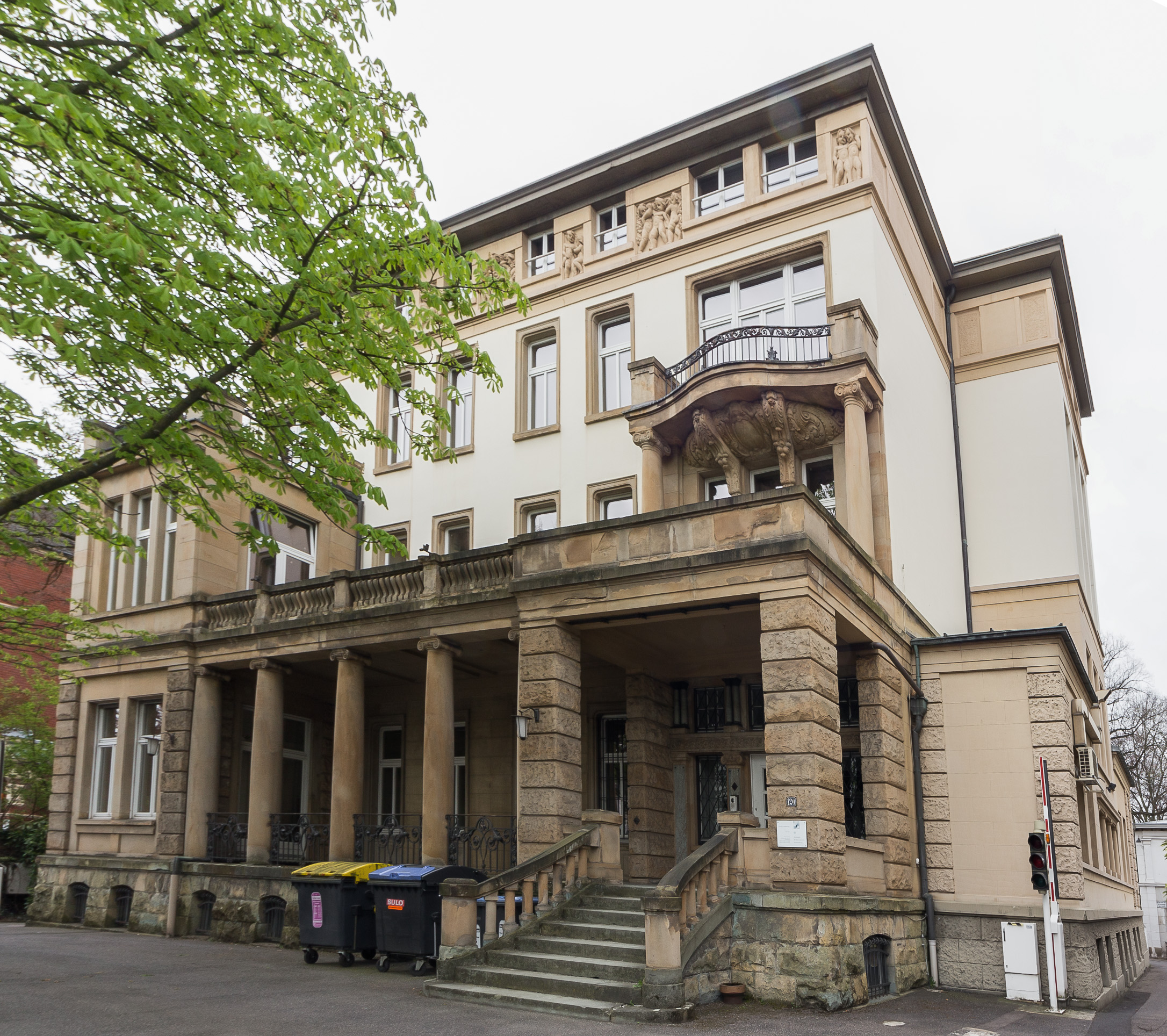
Sitz des ehemaligen Bundesministeriums für Angelegenheiten des Bundesrats, Adenauerallee 120/122, Bonn

1949 wurde für den Bundesrat ein eigenständiges Bundesministerium für Angelegenheiten des Bundesrates errichtet, das ab 1957 Bundesministerium für Angelegenheiten des Bundesrates und der Länder hieß. 

## Aufgaben
Das Ministerium sollte für einen guten Informationsfluss zwischen den im Bundesrat vertretenen Ländern und der Bundesregierung sorgen. Es hatte seinen Sitz in der Bonner Adenauerallee 120/122 und bestand aus drei Abteilungen:
- der Zentralabteilung, die für das Personal, den Haushalt des Ministeriums, für die Pressearbeit und ähnliche organisatorische Aufgaben zuständig war,
- der Politischen Abteilung, die die Verbindung zum Bundestag, zum Bundesrat und zu den Ländervertretungen hielt, eine Neugliederung des Bundesgebietes vorbereitete und die Organisation von Hilfe in Notstandsgebieten übernahm, sowie
- der Rechtsabteilung, die insbesondere für die Abgrenzung der Zuständigkeiten zwischen Bund und Ländern und zwischen zustimmungspflichtigen und nicht zustimmungspflichtigen Gesetzen verantwortlich war.

1969 wurde das Ministerium von der neuen Regierung Brandt im Zuge einer Neustrukturierung der Ministerien zusammen mit dem Vertriebenen- und dem Schatzministerium aufgelöst. Die Zuständigkeiten des Ministeriums gingen auf das Bundeskanzleramt, die Hilfe in Notstandsgebieten auf das Innen- und de facto später auch das Verteidigungsministerium über.
Eine ähnliche Aufgabe wie dem damaligen Bundesratsminister kommt heute dem Staatsminister für die Bund-Länder-Koordination beim Bundeskanzler zu, das ist seit dem 8. Dezember 2021 die SPD-Politikerin Sarah Ryglewski (Stand: März 2022).

## Bundesratsminister von 1949 bis 1969
Hans-Joachim von Merkatz stand während seiner Tätigkeit als Bundesratsminister zweimal kurz an der Spitze eines weiteren Bundesministeriums. Zunächst, von 1956 bis 1957, als Bundesminister der Justiz (sein Vorgänger Fritz Neumayer wurde von Konrad Adenauer aus Altersgründen entlassen) und später, von 1960 bis 1961, als Bundesminister für Vertriebene, Flüchtlinge und Kriegsgeschädigte, nachdem Theodor Oberländer zurückgetreten war.
| Nr.                                                               | Name                                               | Lebensdaten                                        | Partei                                             | Beginn der Amtszeit                                | Ende der Amtszeit                                  | Amtsdauer in Tagen                                 |
| Bundesminister für Angelegenheiten des Bundesrates                | Bundesminister für Angelegenheiten des Bundesrates | Bundesminister für Angelegenheiten des Bundesrates | Bundesminister für Angelegenheiten des Bundesrates | Bundesminister für Angelegenheiten des Bundesrates | Bundesminister für Angelegenheiten des Bundesrates | Bundesminister für Angelegenheiten des Bundesrates |
| ----------------------------------------------------------------- | -------------------------------------------------- | -------------------------------------------------- | -------------------------------------------------- | -------------------------------------------------- | -------------------------------------------------- | -------------------------------------------------- |
| 1                                                                 | Heinrich Hellwege                                  | 1908–1991                                          | DP                                                 | 20. September 1949                                 | 26. Mai 1955                                       | 2074                                               |
| 2                                                                 | Hans-Joachim von Merkatz                           | 1905–1982                                          | DP                                                 | 26. Mai 1955                                       | 29. Oktober 1957                                   | 887                                                |
| Bundesminister für Angelegenheiten des Bundesrates und der Länder |                                                    |                                                    |                                                    |                                                    |                                                    |                                                    |
| 2                                                                 | Hans-Joachim von Merkatz                           | 1905–1982                                          | DP (bis 1960) CDU (ab 1960)                        | 29. Oktober 1957                                   | 13. Dezember 1962                                  | 1871                                               |
| 3                                                                 | Alois Niederalt                                    | 1911–2004                                          | CSU                                                | 14. Dezember 1962                                  | 30. November 1966                                  | 1447                                               |
| 4                                                                 | Carlo Schmid                                       | 1896–1979                                          | SPD                                                | 1. Dezember 1966                                   | 21. Oktober 1969                                   | 1055                                               |

## Beamtete Staatssekretäre
Das Bundesratsministerium verfügte nur zeitweise über einen Staatssekretär. Daher war Minister von Merkatz von 1949 bis 1952 zugleich mit der Wahrnehmung der Geschäfte des Staatssekretärs beauftragt. Der spätere Staatssekretär Ripken führte zunächst, von 1951 bis 1954, den Titel „Leitender Ministerialbeamter“. Von 1959 bis 1967 war Ministerialdirektor Renatus Weber der Amtschef im Ministerium.
Beamtete Staatssekretäre waren:
- 1954–1958: Georg Ripken (DP)
- 1967–1969: Friedrich Schäfer (SPD)